# Joan Cavallé i Busquets
Joan Cavallé i Busquets (Alcover, Alt Camp, 28 de gener de 1958) és un novel·lista, dramaturg i traductor català.

## Obra publicada
Narrativa
- 1988. L'amor no és problema. Tarragona: La Gent del Llamp.
- 1988. Camell de doble gepa. Reus: FV.[2]
- 1990. Les flors verinoses. Barcelona: Ed. 62.[2]
- 2006. L'home que volia ser rei. Barcelona: Cruïlla [infantil].[2]
- 2018. La ciutat i alguna gent que hi viu. Cossètania.[4]

Novel·la
- 1994. Rei de mi. Alzira: Bromera. (Premi de Novel·la Ciutat d'Alzira)[2]
- 2007. Contemplant el monstre. Manresa: Angle.[2]
- 2008. Eva i el bosc. Barcelona: Cruïlla [juvenil].[2]
- 2015. Els arbres no es podien moure. Manresa: Angle[5]

Teatre
- 1990. L'espiral: exercici d'autofàgia. Barcelona: Institut del Teatre. (Premi Salvador Reynaldos de teatre)[2]
- 1990. Senyores i senyors...; seguit d'Entaulats. Barcelona: Ed. 62.[2]
- 1990. El telèfon. Tarragona: La Gent del Llamp.[2]
- 1996. El concurs. Barcelona: Centre Dramàtic de la Generalitat de Catalunya.[2]
- 1996. Dimes i l'altre. Tarragona: La Gent del Llamp.[2]
- 1998. Dinastia Ming. Sobre la fràgil estabilitat de la dinastia Ming. Barcelona: Ed. 62. (Premi Crítica Serra d'Or de Teatre)[2]
- 2009. Peus descalços sota la lluna d'agost. Tarragona: Arola. (Premi 14 d'abril de teatre i Premi Crítica Serra d'Or de Teatre)[2]
- 2010. El cap ple de formigues. Barcelona: Re&Ma S. L.
- 2012. Oller davant un boc de cervesa. Valls: Cossetània.

Traducció
- 1992. Guy de Maupassant. La mà esquerra. Tarragona, La Gent del Llamp.[2]
- 1995. Samuel Beckket. Teatre complet. Vol. I (amb Joan Olivé, Sergi Belbel, Víctor Batallé i Joaquim Mallafrè). Barcelona, Institut del Teatre.[2]
- 1996. Samuel Beckett. Teatre complet. Vol II" (amb Sergi Belbel, Víctor Batallé i Joaquim Mallafrè). Barcelona, Institut del Teatre.[2]
- 1997. Raymond Radiguet. Els Pelicà. Tarragona, La Gent del Llamp.[2]
- 2010. Samuel Beckett. Final de partida. Valls, Cossetània. (Premi Josep M. de Sagarra de traducció teatral)[2]

Assaig i recerca
- 1982. Guia d'Alcover (amb Andreu Barbarà. Tarragona, Institut d'Estudis Tarraconenses Ramon Berenguer IV.
- 1982. La història de l'ensenyament des d'una perspectiva local (director). Alcover, CEA.
- 1984. Obra lityerària d'Antoni Isern (amb Magí Sunyer). Alcover, CEA.
- 1989. Quan les cases volien ser palaus. La població d'Alcover, 1553-1625. Alcover, CEA.[2]
- 1995. Del Sindicat a la Cooperativa Agrícola, 1920-1995 (amb Fina Cavallé). Tarragona, Edicions El Mèdol.
- 1995. La Passió d'Ulldecona, de Jaume Vidal Alcover, edició a càrrec de Joan Cavallé i Pere Navarro. Tarragona, Institut d'Estudis Tarraconenses Ramon Berenguer IV.
- 2007. Tarragona escrita. Barceloan, Lunwerg.[2]
- 2007. Crema Troia a Tarragona. Tarragona, Arola.[2]

Altres
- Direcció de la col·lecció teatral Textos a part, Arola. (Premi Crítica Serra d'Or de Teatre 2003)